# Gawia
Gawia (lit. Gauja; biał. Гаўя, Hauja; ros. Гавья, Gawja) – rzeka w południowej Litwie (okręg wileński) i zachodniej Białorusi (obwód grodzieński), prawy dopływ Niemna w zlewisku Morza Bałtyckiego. Długość – 100 km (32 km na Litwie, 68 km na Białorusi), powierzchnia zlewni – 1680 km², średni przepływ u ujścia – 13,6 m³/s, średnie nachylenie – 0,9‰. Źródła w południowo-wschodniej części Garbu Oszmiańskiego koło Solecznik, skąd płynie na południe przez Równinę Nadniemeńską i uchodzi do Niemna na 713. kilometrze od ujścia. Na odcinku białoruskim mała elektrownia wodna (0,2 MWh).
Nazwę identyczną z litewską nazwą Gawii – Gauja – nosi rzeka na Łotwie.